# Regeringen Fagerholm I
Regeringen Fagerholm I var Republiken Finlands 32:a regering bestående av Socialdemokraterna. Ministären, som var en minoritetsregering, regerade från 29 juli 1948 till 17 mars 1950. Alla ministrarna företrädde ett och samma parti med undantag för utrikesministern som var opolitisk. Farans år var förbi och den föregående statsministerns parti Demokratiska Förbundet för Finlands Folk ingick inte längre i den nya regeringen. Skyddspolisen grundades år 1948 för att ersätta den kommunistdominerade Statspolisen.
| Minister | Ämbetsperiod                                                                  | Parti              |
| --- | ----------------------------------------------------------------------------- | ------------------ |
| Statsminister Karl-August Fagerholm                                                                             | 29 juli 1948–17 mars 1950                                                     | Socialdemokraterna |
| Minister i statsrådets kansli Aleksi Aaltonen                                                                   | 29 juli 1948–18 mars 1949                                                     | Socialdemokraterna |
| Utrikesminister Carl Enckell                                                                                    | 29 juli 1948–17 mars 1950                                                     | opolitisk          |
| Minister i utrikesministeriet Uuno Takki                                                                        | 30 juli 1948–17 mars 1950                                                     | Socialdemokraterna |
| Justitieminister Tauno Suontausta                                                                               | 29 juli 1948–17 mars 1950                                                     | Socialdemokraterna |
| Inrikesminister Aarre Simonen                                                                                   | 29 juli 1948–17 mars 1950                                                     | Socialdemokraterna |
| Minister i inrikesministeriet Jussi Raatikainen                                                                 | 30 juli 1948–17 mars 1950                                                     | Socialdemokraterna |
| Försvarsminister Emil Skog                                                                                      | 29 juli 1948–17 mars 1950                                                     | Socialdemokraterna |
| Finansminister Onni Hiltunen                                                                                    | 29 juli 1948–17 mars 1950                                                     | Socialdemokraterna |
| Minister i finansministeriet Aleksi Aaltonen Unto Varjonen                                                      | 30 juli 1948–18 mars 1949 19 augusti 1949–17 mars 1950                        | Socialdemokraterna |
| Undervisningsminister Reino Oittinen                                                                            | 29 juli 1948–17 mars 1950                                                     | Socialdemokraterna |
| Jordbruksminister Matti Lepistö                                                                                 | 29 juli 1948–17 mars 1950                                                     | Socialdemokraterna |
| Minister i jordbruksministeriet Jussi Raatikainen                                                               | 29 juli 1948–17 mars 1950                                                     | Socialdemokraterna |
| Minister för kommunikationsväsendet och allmänna arbetena Onni Peltonen                                         | 29 juli 1948–17 mars 1950                                                     | Socialdemokraterna |
| Minister i ministeriet för kommunikationsväsendet och allmänna arbetena Erkki Härmä Aarre Simonen Emil Huunonen | 29 juli 1948–22 juni 1949 24 mars 1949–17 mars 1950 29 juli 1949–17 mars 1950 | Socialdemokraterna |
| Handels- och industriminister Uuno Takki                                                                        | 29 juli 1948–17 mars 1950                                                     | Socialdemokraterna |
| Minister i handels- och industriministeriet Onni Toivonen                                                       | 11 november 1949–17 mars 1950                                                 | Socialdemokraterna |
| Socialminister Valdemar Liljeström Tyyne Leivo-Larsson Aleksi Aaltonen                                          | 29 juli 1948–4 mars 1949 4 mars 1949–18 mars 1949 18 mars 1949–17 mars 1950   | Socialdemokraterna |
| Minister i socialministeriet Tyyne Leivo-Larsson Erkki Härmä Emil Huunonen                                      | 29 juli 1948–17 mars 1950 30 juli 1948–22 juni 1949 29 juli 1949–17 mars 1950 | Socialdemokraterna |
| Folkförsörjningsminister Onni Toivonen                                                                          | 29 juli 1948–17 mars 1950                                                     | Socialdemokraterna |
| Minister i folkförsörjningsministeriet Erkki Härmä Emil Huunonen                                                | 30 juli 1948–22 juni 1949 29 juli 1949–17 mars 1950                           | Socialdemokraterna |
| Minister utan portfölj Aleksi Aaltonen Unto Varjonen                                                            | 29 juli 1948–30 juli 1948 29 juli 1949–19 augusti 1949                        | Socialdemokraterna |

## Fotnoter
1. ↑  Farans år. Uppslagsverket Finland. Schildts. Läst 4 juli 2011.
2. ↑  Skyddspolisen. Uppslagsverket Finland. Schildts. Läst 4 juli 2011.
3. ↑  32. Fagerholm Arkiverad 23 augusti 2017 hämtat från the Wayback Machine. Statsrådet.